# Eaux-Bonnes
 Eaux-Bonnes   es una población y comuna francesa, en la Región de Nueva Aquitania, departamento de Pirineos Atlánticos, en el distrito de Oloron-Sainte-Marie y cantón de Oloron-Sainte-Marie-2. Se encuentra en la subida del Col d'Aubisque.

## Demografía
| Gráfica de evolución demográfica de Eaux-Bonnes entre 2006 y 2018 |
|                                                                   |

Fuentes: INSEE.